# Олга Четверикова
Доц. к.ист.н. Олга Николаевна Четверикова (на руски: Ольга Четверикова) е руски учен, преподавателка в МГИМО, авторка на произведения за изследвания в областта на политиката и религията.

## Биография и творчество
Родена е на 18 юни 1959 г. в Москва. През 1983 г. завършва специалност „Международни отношения“ в МГИМО.
След дипломирането си е аспирантка и работи в Института за обществени науки, в катедрата за международното работническо движение. Специализира по проблемите на социално-политическата история на страните от Латинска Америка.
Пише научни статии по проблемите на изучаването на особеностите на политическите религиозни движения, политическото съзнание и политическата култура на латиноамериканските страни. Получава докторска степен по история с дисертация на тема „Тенденции и противоречия в работническото движение в Перу през 1975 – 1980 г.“ за социалните конфликти в периода на военния режим на Моралес Бермудес.
След работата си в института сътрудничи на вестници и списания по въпросите на политическата история на Русия и на руската политическа и религиозна култура. През 2006 г. е на стаж в Свободния университет на Брюксел (в Центъра за интердисциплинарни религиозни изследвания) и в Католическия университет в Лувен.
Доцент е в МГИМО от 1996 г. Преподава „Нова и най-нова история на Запада“, „Култура и религия на страните от Запада“ и др.
Нейните научни интереси обхващат областите: основи и еволюция на европейското религиозно съзнание, Римокатолическата църква в европейската геополитика, етнически и религиозни конфликти в Западна Европа в края на XX – началото на XXI в., финансови механизми на европейската политика в най-ново време, религиозно-финансови аспекти на глобализацията, нови религиозни движения и корпоративна религия.
Става известна с книгата си „Измяна във Ватикана, или Заговорът на папите против християнството“. Голяма част от материалите в нея са били известни на Запад, но никога не са били публикувани в Русия дотогава.
Олга Четверикова е вдовица и има син. Живее със семейството си в Москва.

## Произведения

### Книги
- Религия и политика в современной Европе (2005) – монография
- Культура и религия Запада. Религиозные традиции Европы. От истоков до наших дней (2010) – с О.Н. Крижановски
- Измена в Ватикане, или Заговор пап против христианства (2011)
Измяна във Ватикана – фен-превод
- Перечень смертных грехов и страстей. Дневник кающегося (2014) – с протопресвитер Феодор Зисис
- De Aenigmate / О Тайне (2015) – с Андрей Фурсов, К. А. Фурсов, Владимир Карпец, Александър Рудаков, Елена Пономарева

### Статии
- Духовные бизнес-корпорации: секты в экономической и политической жизни современной Европы (2008)
- Этнические меньшинства и дезинтеграционные процессы в Европе (2008)
- Стратегия балканизации Европы: этносы и регионы в планах европейского строительства (2007)
- Бельгия, Испания, далее везде: механизмы перекройки карты Европы (2007)
- „Опус Деи“ в России: миссионерство или политическая миссия? (2008)
- Июльские манёвры Ватикана (2008)